# Torrazzo de Crémone
Le Torrazzo  de Crémone  (en italien : Torrazzo di Cremona) est le campanile de la cathédrale de Crémone (en Lombardie, Italie). Avec ses 112,7 mètres de haut, il constitue le plus haut campanile d'Italie et il devance la Torre del Mangia de Sienne. Il fait partie des plus hautes tours en brique du monde, après la tour de l'église Saint-Martin de Landshut et la tour de l'église Notre-Dame de Bruges.

## Historique
Selon la tradition populaire, la construction de la tour a commencé en 754.
Le Torrazzo est le campanile le plus haut d’Italie. Situé près du Duomo de Cremona, la construction du Torrazzo aurait débuté au XIIIe siècle pour s’achever au XIVe siècle. Plus de 500 marches permettent d’atteindre son sommet et d’y découvrir une vue imprenable sur la ville. Sept cloches attendent ici les visiteurs, la plus imposante desquelles affiche ses 3 100 kg.
Dans les faits, il a été construit en quatre étapes :
- Une première datant des années 1230, jusqu'au troisième niveau.
- Une seconde, entre 1250 et 1267, jusqu'au quatrième niveau.
- Une troisième autour de 1284.
- L'achèvement de la flèche en marbre en 1309.

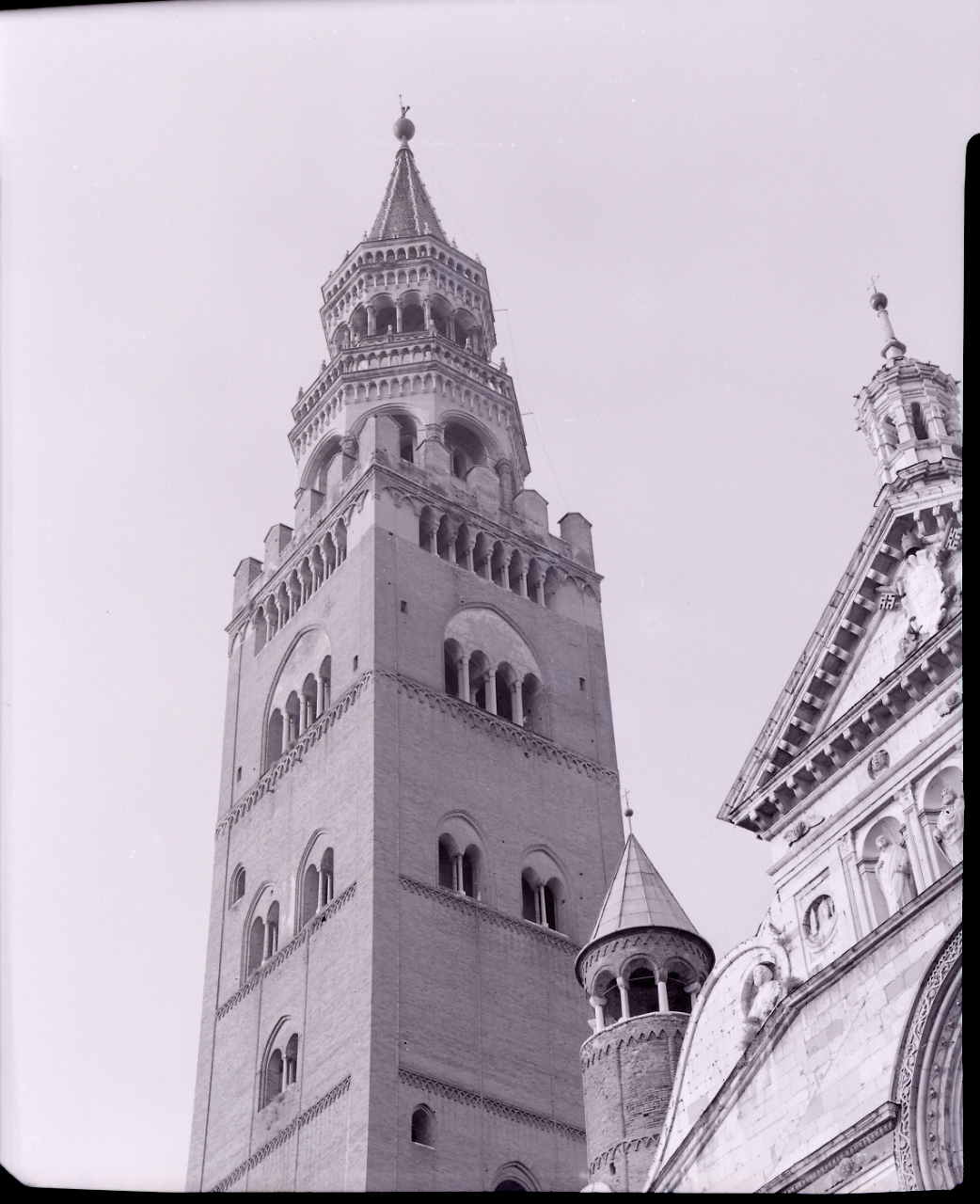
Photo de Paolo Monti, 1965.

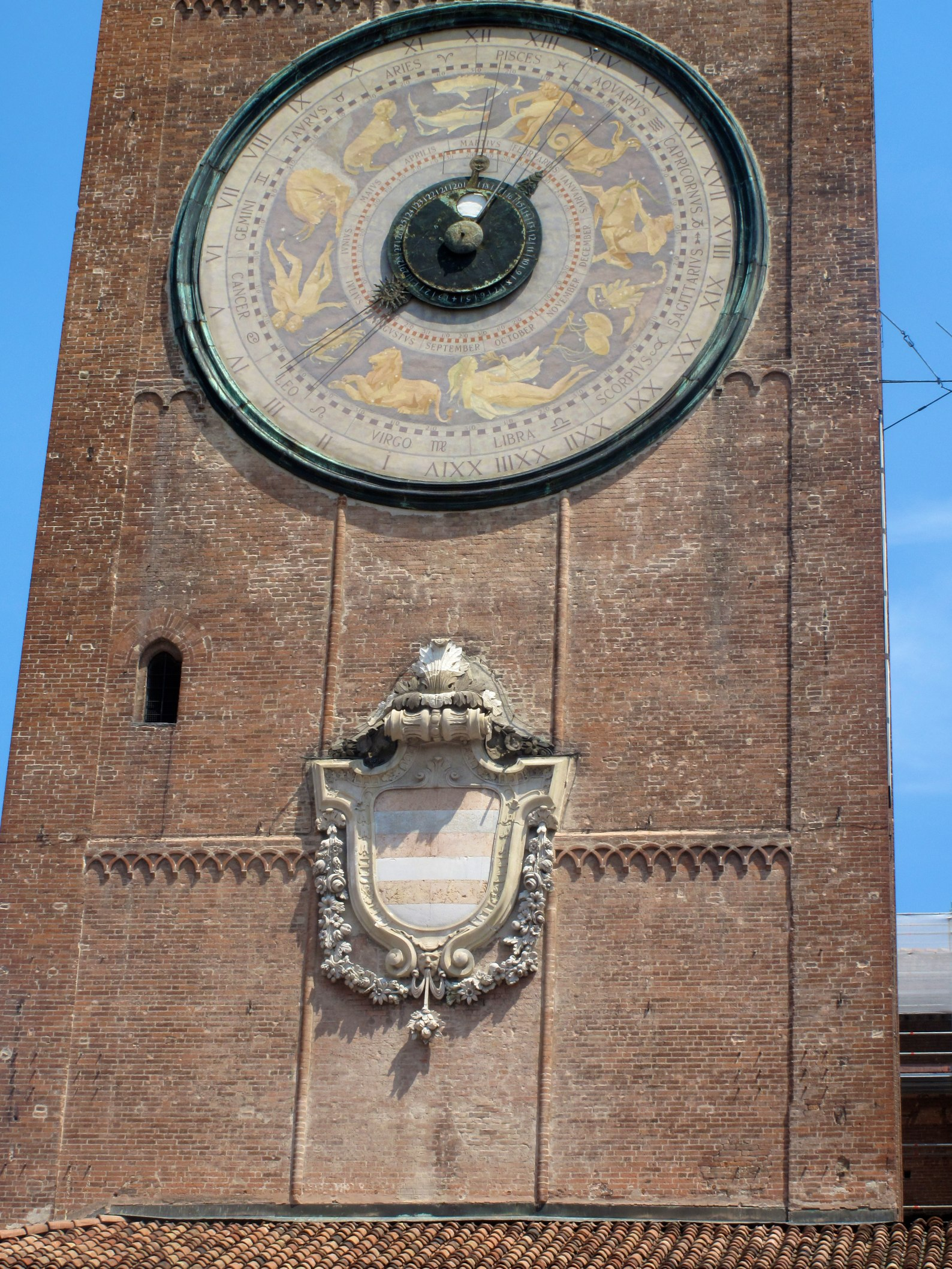
Le cadran de l'horloge satronomique.

Sa hauteur est inscrite dans une plaque intégrée dans le mur à la base du Torrazzo  et indique 250 braccia et 2 onces cremonèses, ce qui dans l'ancien système de mesure de la ville correspond à environ 111 mètres.
À la hauteur du quatrième étage du Torrazzo est encastrée depuis le XVIe siècle dans la façade une grande horloge astronomique dont le cadran aux 24 heures et 12 signes du zodiaque possède un diamètre de 8 mètres.
Son mécanisme a été construit par Francesco et Giovan Battista Divizioli (père et fils), entre 1583 et 1588.
Le campanile est équipé de sept cloches.
L'extérieur, à l'origine peint par Paolo Scazzola en 1483, et depuis repeint à plusieurs reprises, représente le ciel avec les constellations du zodiaque  dans lesquelles se déplacent le Soleil et la Lune.
Des fouilles archéologiques faites dans les années 1980 ont permis la découvrir la présence de structures sous-jacentes qui sont censées être les restes d'une église plus ancienne (ou d'un cimetière associé à celle-ci), ou même de constructions romaines précédentes.

## Sources
- (it) Cet article est partiellement ou en totalité issu de l’article de Wikipédia en italien intitulé « Torrazzo di Cremona » (voir la liste des auteurs).